# Palacio Municipal de Tandil
El Palacio Municipal de Tandil es un edificio utilizado como sede de la municipalidad de Tandil. Es un edificio proyectado en 1912 durante la intendencia de Eduardo Arana. Llevó casi 8 años su construcción, terminándose en 1920.

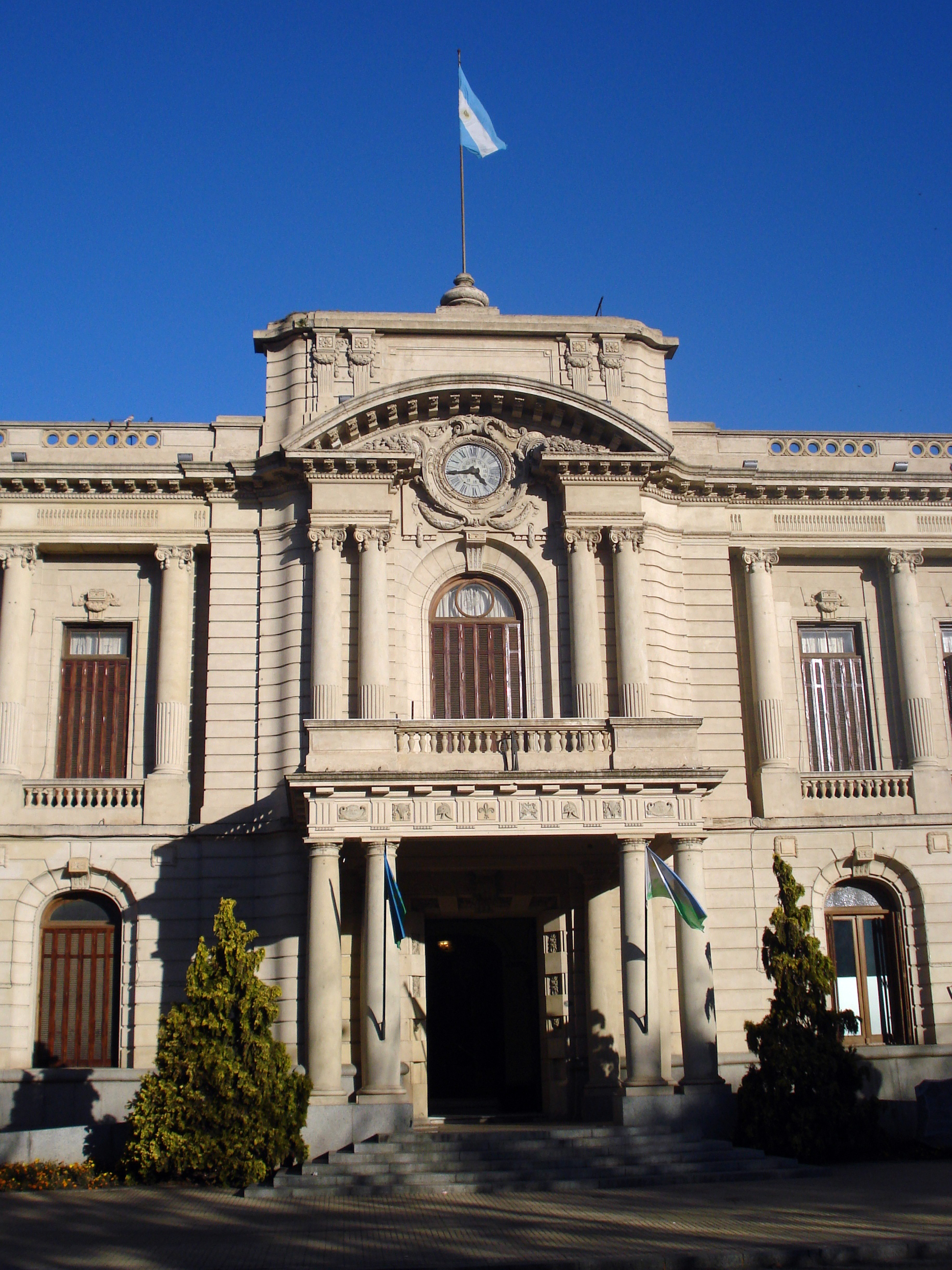
Vista frontal de la fachada del Palacio Municipal.

## Historia

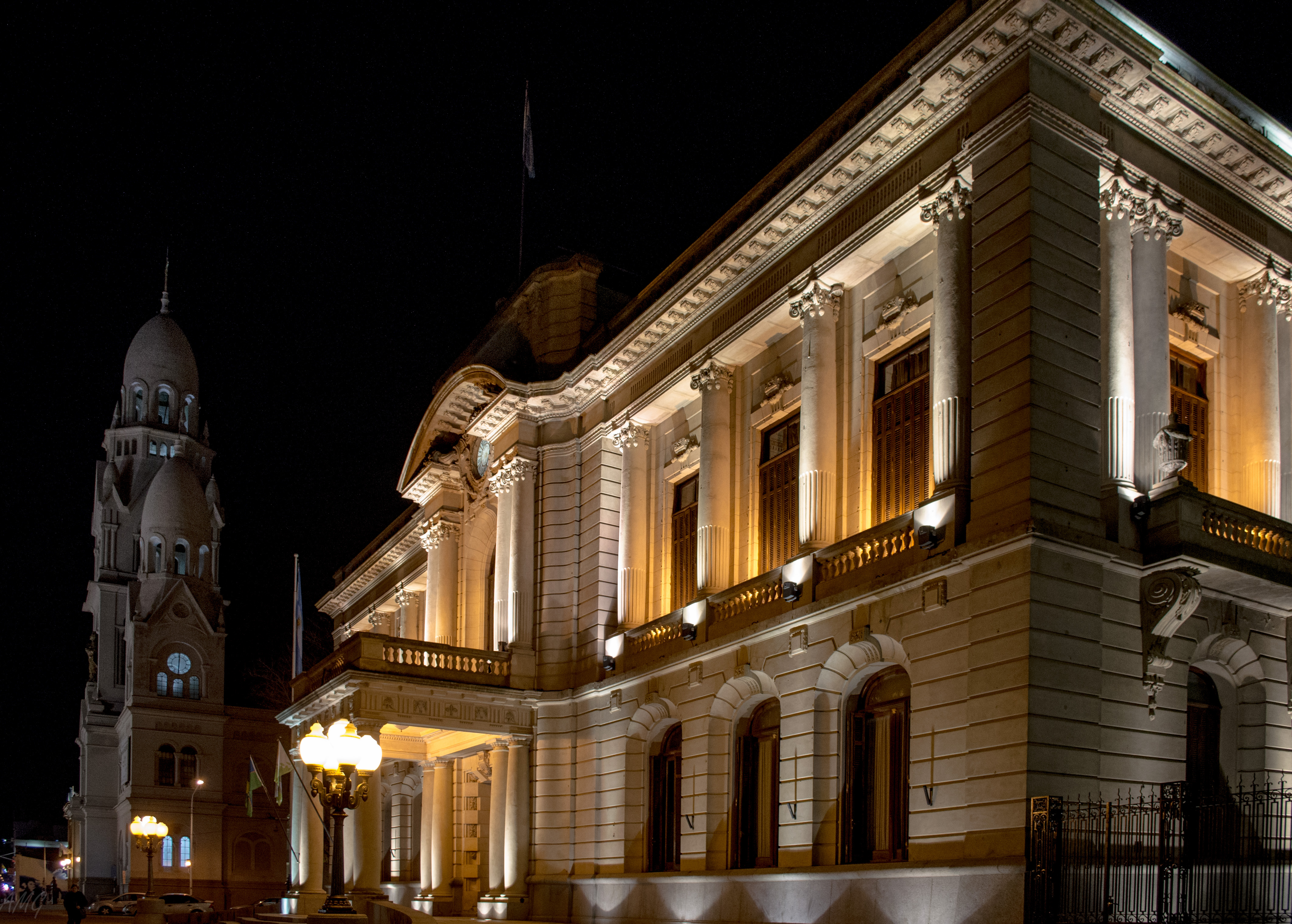
Edificio iluminado de noche.

En 1912, durante la intendencia de Eduardo Arana, se adquirió el terreno a Ana I de Santamarina: un lote de 11 m 52 cm de frente por 25 m 98 cm de fondo ubicado en la manzana 49 por un valor de 18 pesos moneda nacional el metro cuadrado, mitad al contado y el resto en 6 cuotas a partir de la fecha de escrituración.
La piedra fundamental se colocó el 4 de octubre de 1913, y la obra siguió hasta 1920 cuando el 5 de abril de ese año se inauguró. El proyecto se desarrolló durante tres gobiernos municipales, iniciada por Eduardo Arana, continuada por Antonio Santamarina y finalizada por Esteban Maritorena, estando la obra a cargo del arquitecto constructor Penachi y por el ingeniero Waldorp.
En 1919, a pedido del arq. Penachi, el Sr Pedro Rius Alforja presupuesta al Sr Intendente la construcción de los interiores del Palacio Municipal. Junto a su familia son los responsables de realizar los estucados imitación mármol de las columnas, pilares y balaustres.También realizan las decoraciones en yeso y ornamentaciones de cielorrasos. 

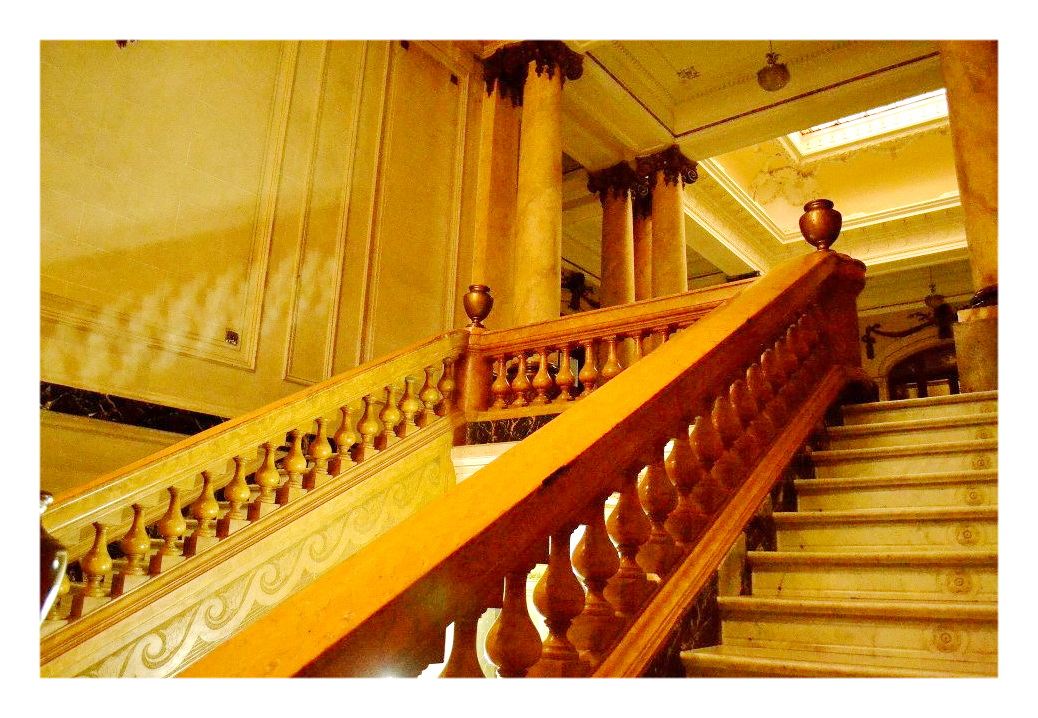
Interior - Escaleras.